# Find You (canção de Nick Jonas)
"Find You" é uma canção do cantor norte-americano Nick Jonas.Seu lançamento ocorreu em 14 de setembro de 2017, através da Island e da Safehouse Records, a música foi lançada como o primeiro single de seu próximo álbum.

## Antecedentes
Em 11 de setembro de 2017, Jonas levou a música ao Twitter para provocar sua próxima faixa. Em seu Instagram Jonas postou uma série de imagens, que quando você olha para a página inicial da sua conta, você pode ver o mesmo deserto imagem. A data de lançamento 14 de setembro, foi anunciado um dia depois. No dia 13 de setembro ele compartilhou um trecho da música através do Instagram. Falando sobre a nova faixa no iHeartRadio, Nick disse: "Find You" é sobre um monte de coisas. Para mim, tem muito a ver com a ideia de encontrar o amor, em geral é a viagem de todos nós ir com isso. E como às vezes pode ser algo que você está com medo e fugir em que sentido, mas é desesperadamente algo que todos esperamos."

## Recepção da crítica
Hugh McIntyre da Forbes disse que "Find You" parecia que "seria mais adequado para os mais preguiçosos, seria para os dias abafado do verão". Ele também chamou a canção de "[a] faixa fresca" e observou a inspiração do Robin Schulz por trás dele, como o registro de mistura "[um] violão com uma discreta eletrônica". McIntyre também elogiou o vocal de Jonas.

## Videoclipe
Durante uma performance íntima, ele confirmou que o video musical da música seria laçando em 18 de setembro de 2017. O videoclipe da canção foi lançado em 19 de setembro de 2017. O vídeo segue Nick enquanto ele couba no deserto arenoso, ele tropeça em um delírio na praia e mergulha de cabeça no oceano. O videoclipe foi produzido por Emil Nava.

## Lista de faixas
- Download Digital[12]

1. "Find You" – 3:17

- Download Digital[13]

1. "Find You" (Acoustic version) – 3:15

- Download Digital[14]

1. "Find You" (RAMI Remix) – 3:15

- Download Digital[15]

1. "Find You" (with Karol G) (Remix) – 3:17

## Desempenho nas tabelas musicais

### Posições
|Canadá (Canadian Hot 100) 
|95
|Escócia (Scottish Singles Chart) 
|93
|Eslováquia (Rádio Top 100) 
|55
|Reino Unido (Singles Downloads Chart) 
|81
|Estados Unidos (Bubbling Under Hot 100 Singles) 
|1
|Estados Unidos (Billboard Mainstream Top 40) 
|34

| Chart (2017)                     | Posição |
| -------------------------------- | ------- |
| Austrália (ARIA)                 | 88      |
| França (SNEP)                    | 164     |
| Lituânia (M-1 No Top 40)         | 18      |
| Nova Zelândia Heatseekers (RMNZ) | 3       |